# Macrocyclops neuter
Macrocyclops neuter – gatunek widłonoga z rodziny Cyclopidae. Nazwa naukowa tych skorupiaków została opublikowana w 1931 roku przez niemieckiego zoologa Friedricha Kiefera.